# Fortíð
Fortíð (isl. für Vorzeit, Vergangenheit; vereinfacht auch Fortid geschrieben) ist eine isländisch-norwegische Pagan-Metal-Band.

## Geschichte
Das Projekt wurde 2002 von Multiinstrumentalist Einar „Eldur“ Thorberg (ex-Thule, ex-Curse) in Kópavogur begründet. Im folgenden Jahr erschien das Debütalbum Völuspá Part I – Thor’s Anger bei No Colours Records, Teil 1 einer Trilogie, welche sich konzeptionell mit Themen des eddischen Gedichts Völuspá beschäftigt. Vier Jahre darauf erschien mit The Arrival of Fenris der zweite Teil. 2008 zog Thorberg in die norwegische Hauptstadt Oslo um und formierte hier Fortíð zu einer Musikgruppe. Ihm schlossen sich der Gitarrist Øystein Hansen und der Bassist Rikard Jonsson an, welcher seit 2011 außerdem in der Death-Metal-Formation Forcefed Horsheads als Gitarrist aktiv ist. Des Weiteren kam Schlagzeuger Daniel Theobald hinzu, welcher seit 2012 zumal bei Den Saakaldte aktiv ist. Von 2009 bis 2011 wurde die Gruppe von Keyboarder Gaute Refsnes unterstützt, welcher bereits bei Windir und Vreid aktiv war. 2010 fand die Trilogie mit Fall of the Ages ihren Abschluss, welches über das Eppsteiner Musiklabel Schwarzdorn Production veröffentlicht wurde. Seit 2013 ist Thorberg zudem in der Gruppe Midnattsvrede aktiv. Das fünfte Album 9, welches im Rahmen seines Konzepts 9 Lieder beinhaltet, erschien 2015. Zuletzt ist mit The Demo Sessions als Kompilation 2016 bislang unveröffentlichtes Material veröffentlicht worden. Am 11. Dezember 2020 erschien das sechste Album World Serpent über das Wittlicher Label Prophecy Productions. Die ersten 5 Lieder wurden noch in alter Besetzung aufgenommen, in der zweiten Hälfte des Albums dagegen übernimmt Thorberg zumal den Bass und erhält Unterstützung durch Schlagzeuger Kristján Einar Gudmundsson, mit dem er gemeinsam auch die Post-Black-Metal-Projekte Potentiam und Kontinuum betreibt.

## Diskografie
Studioalben
- 2003: Völuspá Part I – Thor’s Anger (CD/LP; No Colours Records)
- 2007: Völuspa Part II: The Arrival of Fenris (CD; No Colours Records)
- 2010: Völuspá Part III: Fall of the Ages (CD/LP; Schwarzdorn Production)
- 2012: Pagan Prophecies (CD; Schwarzdorn Production)
- 2015: 9 (CD; Schwarzdorn Production)
- 2020: World Serpent (CD/2xLP; Prophecy Productions)
- 2023: Narkissos (CD/LP, Lupus Lounge / Prophecy Productions)

EPs
- 2022: Domur um dauðan hvern (CD, Lupus Lounge / Prophecy Productions)

Kompilationen
- 2016: The Demo Sessions (CD; Symbol of Domination Prod.)

Beiträge auf Kompilationen
- 2008: World of Hel auf No Colours Records 15 Years Jubileum Metal Attack! – Vol. 1 (CD; No Colours Records)
- 2010: Ragnarök Army from the East auf Metallian Sampler (CD; Metallian Editions)
- 2015: Galdur auf Battle Metal Vol. IX (Defenders Of The Faith) (CD; Metal Hammer)
- 2022: The Loss and Curse of Reverence (Emperor-Cover)